# کامپن (زیلت)
کامپن (به آلمانی: Kampen) یک شهر در آلمان است که در Landschaft Sylt واقع شده‌است. کامپن ۶۱۷ نفر جمعیت دارد.